# Pentaphyllum pensylvanicum
Pentaphyllum pensylvanicum là loài thực vật có hoa trong họ Hoa hồng. Loài này được (L.) Lunell mô tả khoa học đầu tiên năm 1916.